# Grand Prix moto des Nations 1951
Le Grand Prix moto des Nations, connu également sous le nom de Grand Prix d'Italie 1951 est le huitième rendez-vous de la saison 1951 du championnat du monde de vitesse. Il s'est déroulé sur l'Autodromo Nazionale di Monza du 7 au 9 septembre 1951.
C'est la 29e édition du Grand Prix moto des Nations et la 3e édition comptant pour le championnat du monde.

## Classement final500cm3
| Pos. | Pilote           | Moto       | Temps/Écart       | Points |
| ---- | ---------------- | ---------- | ----------------- | ------ |
| 1    | Alfredo Milani   | Gilera     | 1 h 11 min 24 s 3 | 8      |
| 2    | Umberto Masetti  | Gilera     | +48 s 8           | 6      |
| 3    | Nello Pagani     | Gilera     | +49 s 9           | 4      |
| 4    | Geoff Duke       | Norton     | +1 min 07 s 5     | 3      |
| 5    | Bruno Ruffo      | Moto Guzzi | +1 min 27 s 6     | 2      |
| 6    | Bill Doran       | AJS        | +1 min 32 s 1     | 1      |
| 7    | Libero Liberati  | Gilera     | +1 min 56 s 6     |        |
| 8    | Jack Brett       | Norton     | +1 tour           |        |
| 9    | Carlo Bandirola  | MV Agusta  | +1 tour           |        |
| 10   | Reg Armstrong    | AJS        | +1 tour           |        |
| 11   | John Lockett     | Norton     | + 2 tours         |        |
| 12   | Ray Amm          | Norton     | +2 tours          |        |
| 13   | Dante Bianchi    | Moto Guzzi | +2 tours          |        |
| 14   | Giuseppe Colnago | Gilera     | +2 tours          |        |
| 15   | Bill Petch       | AJS        | +2 tours          |        |
| 16   | Giulio Galbiati  | Moto Guzzi | +4 tours          |        |
| 17   | Facchinetti      | Gilera     | +4 tours          |        |
| Abd. | ...              | ...        | Abandon           |        |

## Classement final350cm3
| Pos. | Pilote          | Moto      | Temps/Écart   | Points |
| ---- | --------------- | --------- | ------------- | ------ |
| 1    | Geoff Duke      | Norton    | 57 min 29 s 9 | 8      |
| 2    | Ken Kavanagh    | Norton    | +0 s 5        | 6      |
| 3    | Jack Brett      | Norton    | +40 s 8       | 4      |
| 4    | Bill Doran      | AJS       | +1 min 20 s 4 | 3      |
| 5    | Reg Armstrong   | AJS       | +1 min 20 s 4 | 2      |
| 6    | Rod Coleman     | AJS       | +1 min 21 s 1 | 1      |
| 7    | Leslie Graham   | Velocette | +1 tour       |        |
| 8    | Tommy Wood      | Velocette | +1 tour       |        |
| 9    | Bill Petch      | AJS       | +1 tour       |        |
| 10   | Ray Amm         | Norton    | +1 tour       |        |
| 11   | Bob Matthews    | Velocette | +1 tour       |        |
| 12   | Roland Schnell  | Parilla   | +1 tour       |        |
| 13   | Humphrey Ranson | AJS       | +2 tours      |        |
| Abd. | ...             | ...       | Abandon       |        |

## Classement final250cm3
| Pos. | Pilote            | Moto       | Temps/Écart   | Points |
| ---- | ----------------- | ---------- | ------------- | ------ |
| 1    | Enrico Lorenzetti | Moto Guzzi | 52 min 34 s 6 | 8      |
| 2    | Tommy Wood        | Moto Guzzi | +0 s 8        | 6      |
| 3    | Bruno Ruffo       | Moto Guzzi | +1 min 47 s 7 | 4      |
| 4    | Alano Montanari   | Moto Guzzi | +1 min 56 s 9 | 3      |
| 5    | Bruno Francisci   | Moto Guzzi | +2 min 07 s 9 | 2      |
| 6    | Guido Paciocca    | Moto Guzzi | +2 min 34 s 6 | 1      |
| 7    | ...               | ...        |               |        |

## Classement final125cm3
| Pos. | Pilote            | Moto        | Temps/Écart   | Points |
| ---- | ----------------- | ----------- | ------------- | ------ |
| 1    | Carlo Ubbiali     | FB Mondial  | 44 min 26 s 2 | 8      |
| 2    | Romolo Ferri      | FB Mondial  | +51 s 4       | 6      |
| 3    | Luigi Zinzani     | Moto Morini | +1 min 02 s 9 | 4      |
| 4    | Cromie McCandless | FB Mondial  | +2 min 07 s 1 | 3      |
| 5    | Otello Spadoni    | FB Mondial  | +2 min 27 s 5 | 2      |
| 6    | Giuseppe Matucci  | MV Agusta   | +2 min 27 s 8 | 1      |
| 7    | Vittorio Zanzi    | Moto Morini | +1 tour       |        |
| 8    | Felice Benasedo   | FB Mondial  | +1 tour       |        |
| 9    | Franco Bertoni    | MV Agusta   | +1 tour       |        |
| 10   | Emilio Mendogni   | Moto Morini | +1 tour       |        |
| 11   | Georges Burggraf  | MV Agusta   | +3 tours      |        |
| 12   | Rosati            | MV Agusta   | +4 tours      |        |
| 13   | W. Zylaad         | MV Agusta   | +4 tours      |        |
| Abd. | ...               | ...         | Abandon       |        |

## Classement final side-car
| Pos. | Pilote             | Passager          | Moto       | Temps/Écart | Points |
| ---- | ------------------ | ----------------- | ---------- | ----------- | ------ |
| 1    | Albino Milani      | Giuseppe Pizzocri | Gilera     | 42 min 01 s | 8      |
| 2    | Eric Oliver        | Lorenzo Dobelli   | Norton     | +0 s 4      | 6      |
| 3    | Peter 'Pip' Harris | Neil Smith        | Norton     | +1 tour     | 4      |
| 4    | Hans Haldemann     | Josef Albisser    | Norton     | +1 tour     | 3      |
| 5    | Jacques Drion      | Bob Onslow        | Norton     | +1 tour     | 2      |
| 6    | Jean Murit         | André Emo         | Norton     | +1 tour     | 1      |
| 7    | Marcel Masuy       | Denis Jenkinson   | Norton     | +1 tour     |        |
| 8    | Guido Galbiati     | Zabini            | Moto Guzzi | +1 tour     |        |
| 9    | Renato Prati       | Marino Saguato    | Moto Guzzi | +2 tours    |        |
| 10   | Fritz Mühlemann    | Marie Mühlemann   | Norton     | +2 tours    |        |
| 11   | Jean Debotze       | ...               | Norton     | +3 tours    |        |
| 12   | Henry Meuwly       | ...               | Gilera     | +3 tours    |        |
| 13   | Jakob Keller       | Gianfranco Zanzi  | Gilera     | +4 tours    |        |
| 14   | Roberto Besana     | ...               | ...        | +5 tours    |        |
| Abd. | ...                | ...               | ...        | Abandon     |        |